# Sicyopterus lividus
Sicyopterus lividus är en fiskart som beskrevs av Parenti och Maciolek, 1993. Sicyopterus lividus ingår i släktet Sicyopterus och familjen smörbultsfiskar. IUCN kategoriserar arten globalt som livskraftig. Inga underarter finns listade i Catalogue of Life.